# Ajofrín
Ajofrín è un comune spagnolo di 2 314 abitanti situato nella comunità autonoma di Castiglia-La Mancia.